# Ослябя (голям десантен кораб, 1981)
Ослябя е голям десантен кораб от проекта 775. На въоръжение в Тихоокеанския флот на Русия (военноморска база Фокино, бригада номер 100 десантни кораби). Построен е в Полша от корабостроителницата „Сточня Полноцна Бохатерув Вестерпляте“ в Гданск под заводския номер 775/14.

## История на проекта
Проекта за десантния кораб е разработен в съответствие с ТТЗ утвърдено от Главнокомандващия на ВМФ Адмирала на Флота на Съветския съюз Сергей Георгиевич Горшков през 1968 г. Полският инженер О. Висоцкий е назначен за главен конструктор на проекта, а за главен наблюдаващ от страна на ВМФ на СССР капитан 1 ранг Б. М. Моложожников, на тази длъжност по-късно сменен от гражданския специалист М. И. Рибников. Старши представител на клиента в ПНР става Л. В. Луговин. Новият кораб идва за смяна на средните десантни кораби от проектите 770, 771 и 773. Строителството на корабите от проекта се води в Полския корабостроителен завод „Stocznia Polnocna“ в град Гданск и се състои от три серии. Първата серия от проекта 775 включва 12 кораба. С началото на строителството на корабите от втората серия те са прекласифицирани на големи десантни кораби от 2 ранг. Втората серия включва 13 кораба, различаващи се от първата серия по състава на радиотехническото въоръжение. Третата серия, от три кораба, се строи по съществено доработен проект с обозначението 775М. На тези кораби са поставени други РЛС ОВНЦ и е изменен състава на артилерийското въоръжение.

## Конструкция
БДК „Ослябя“ се явява многопалубен, плоскодънен десантен кораб на близката морска зона с полубак и развита кърмова надстройка. Предназначен е за превозване по море на войски, военна техника и стоварване на морски десант на необорудвано крайбрежие. Разтоварването на техниката и товарите може да става както от страна на кърмата, така и от страна на носовата част.
Размерите на танковия трюм: дължина 95 метра, ширина 4,5 метра, височина 4,5 метра. Може да транспортира 10 средни/основни танка (до 41 т) и 340 десантника или 12 единици бронетехника и 340 десантника или 3 средни/основни танка (до 41 т), 3 САУ 2С9 „Нона-С“, 5 МТ-ЛБ, 4 камиона и 313 десантника или 500 тона товари. Също така БДК е способен да транспортира различни видове техника и товари с невоенно предназначение. Корабите от този проекта се явяват основата на руския десантен флот.
|                         |                                |        |                                            |
| Основен боен танк Т-80У | Бойна машина на пехотата БМП-3 | БТР-80 | Морска пехота от ВМФ на РФ на борда на БДК |

### Въоръжение
- Две сдвоени 57-мм артилерийски установки АК-725 и 2200 изстрела към тях със система за дистанционно насочване и управление на огъня МР-103 „Барс“.
- Пускова установка МС-73 за 122-мм НУРС А-215 „Град-М“ с 320 изстрела, с лазерно далекомерно устройство ДВУ-2 и система за управление на огъня ПС-73 „Гроза“.
- 4 пускови установки за ПЗРК „Стрела-3“ c ракетите 9М32.
- Една ракетна пускова установка шнурови заряди предназначена за образуване на безопасни проходи в минни полета на дълбочини от 5 метра или за създаването на проход на крайбрежието за слизане на десанта ширина до 10 метра.
- Кораба може да се използва за поставяне на минни заграждения от спуснатата апарел ръчно на до 95 броя, които се разполагат в танковия трюм вместо техниката.
- Освен двете сдвоени 57-мм артилерийски установки АК-725 няма никакво друго въоръжение (1983 – 1986).

|                               |                |                                    |          |                                |
| Артилерийска установка АК-725 | А-215 „Град-М“ | Макети на 122-мм реактивни снаряда | Стрела-3 | Голяма корабна котвена мина КВ |

### Радиотехническо въоръжение
- РЛС за общ контрол МР-302 „Рубка“ с далечина на действие до 100 км.
- НРЛС „Дон“ за откриване на надводни цели до 25 км и на въздушни цели на разстояние до 50 км.
- Две пускови установки КЛ-101 на съветския корабен комплекс за радиоелектронно противодействие, поставяне на пасивни смущения и лъжливи топлинни цели ПК-16 с турбореактивните противорадиолокационни снаряди за смущения ТСП-60.

|                                          |                          |               |                                                           |                                        |
| Антенното и радиолокационното въоръжение | РЛС за СУО МР-103 „Барс“ | Антенна мачта | Пусковата установка КЛ-101 за поставяне на смущения ПК-16 | Работното място на оператора в рубката |

### Силова установка
- Два 16-цилиндрови дизела от типа 16ZVB 40/48 „Згода-Зулцер“ с мощност 9600 к.с. всеки със система за управление от типа USSG-11.1, всережимни регулатори на честотите на въртене РGА-58, редукционна станция за осигуряване на сгъстен въздух от 0,6 МПа и 0,15 МПа.[4].
- Две подвижни кърмови спомагателни винто-рулеви колонки.
- В качеството на източници за електроенергия се използват три дизел-генератора „Cegielski-Sulzer“ 6А25 мощност по 640 кВт.

## История на службата

### 1980-те
БДК-101 влиза в бойния състав на Тихоокеанския флот на 19 декември 1981 г.
От 1985 до 1986 г. бойна служба в Индийския океан. БДК-101 подсигурява функционирането на 933-ти ПМТО (в/ч 90245) на остров Нокра (архипелага Дахлак, Етиопия) сменявайки на поста БДК „Николай Вилков“.
По време на вътрешния конфликт в Йемен, през 1986 г., взема участие в евакуацията на съветските граждани от обхванатия от войната град-пристанище Аден. В тази операция заедно с БДК-101 са задействани както граждански така и бойни кораби от 8-а оперативна ескадра (МТ „Запал“, ПБ „Волга“, танкера „Владимир Колечицкий“, балкера „Зоя Космодемьянская“, ролкера „Смоленск“, ролкера „Павел Антокольский“). На 17 януари 1986 г. три съветски кораба (МТ „Запал“, БДК-101, „Волга“) отплават от Аден приемайки около 1000 души на борда си, и ги доставят в Джибути. Поради обстрели от брега (ПБ „Волга“ е подложена на обстрел и е принудена да излезе в морето в зоната недосегаема за снаряди, а ролкера „Смоленск“ е уцелен от снаряд и е ранен втория механик) последващото провеждане на операцията е пренесена през нощта. Заедно със съветските кораби в операцията участват кораби на Великобритания (кралската яхта „HMY Britannia“, разрушителя „Newcastle“ D-87, фрегатата „Jupiter“ F-60, океанографския съд HMS „Hydra“, танкера „Brambleleaf“ (RFA Brambleleaf (A81)), товарния съд MV „Diamond Princess“) и на Франция (фрегатата De Grasse (D 612), двете фрегати „Victor Schoelcher“ F-725, „Doudart de Lagree“ F-728 и плаващата работилница „Jules Verne“ A-620 с три вертолета на борда (1 „Пума“ и 2 „Алует III“) За времето на цялата операция по евакуиране от порт Аден са евакуирани над 5000 съветски и над 10000 чужди граждани. Войната в Йемен е описана и показана в сериала от 2007 г. „Руски превод“.

### 1990-те
От 1990 г. до февруари 1991 г. – втори поход на БДК-101 с десантната група от морската пехота на подполковник Филонюк на бойната служба в Индийския океан на етиопския остров Нокра от архипелага Дахлак, за смяна от 13 октомври 1990 г. на поста БДК-14 с охраняващите базата десантна група от черноморци на капитан 2 ранг А. Горбачев. На БДК-101 му предстои да отбранява базата. На 19 октомври 1990 г. МПК „Комсомолец Молдавии“ провежда конвоя в състав 2 големи десантни кораба – БДК-14, БДК-101, танкера „Шексна“ и МТ „Параван“. От остров Асарка-Северен и нос Кароли конвоя е обстрелян от бреговите батареи. С ответен огън са унищожени позиции на пехотата, бреговата батарея и склад за боеприпаси на противника. На 1 декември 1990 г. морските пехотинци под командването на подполковник Филонюк от БДК-101 сменят морските пехотинци на подполковник В. Н. Жевак от БДК-14. След началото на систематичен обстрел и появяване на заплаха от десант на еритрейци на островите от архипелага, за усилване на наземната отбрана от БДК е стоварена десантно-щурмовата рота от морската пехота на капитан А. Семикин. Но тази мярка вече не може да повлияе на фаталната ситуация. В 7 часа, в утрото на 4 февруари 1991 г. под маскировката на поредна тренировка започва екстренно натоварване на личния състав и имущество на БДК-101, плавработилниците ПМ-129, ПМ-156, други кораби, спомагателни съдове и баржи. В нощта на 12 февруари 1991 г. след заповед на командира на 85 оперативна бригада кораби за излизане от залива, корабите и съдовете (БДК-101, МТ „Дизелист“, Т-72, ВМ-413, Танкера „Шексна“, МБСС-219, СХ-500, ПМ-129, ПМ-156, МБ-63, плашкоут) започват да се придвижват към външния рейд на залива Мус-Нефит и нататък зад пределите на териториалните води на Етиопия. В неутрални води конвоя се прегрупира и БДК-101 (с командир капитан 3 ранг Владимир Комолов) взема на буксир СХ-500. С пристигането на външния рейд на порт Аден конвоя е разформирован и всеки кораб получава от 8-а оперативна ескадра индивидуален план за последващите действия. Личният състав на 933-то ПМТО и придадените му сили през март 1991 г. пристигат на ПМ-129 в порта на Владивосток, където и е разформиран окончателно. Евакуацията на 933-то ПМТО е изпълнено в състава на конвоя „КОН-63“.
През 1996, 1997, 1999 г. БДК-101 се занимава с доставката на товари за полуостров Камчатка. През 1999 г. евакуира от Чукотка съкращаваните военни части.

### 2000-ни
През ноември 2000 г. спасявайки се от издевателствата на мичмани 41 матроса на срочна служба бягат от намиращия се в Владивостокския кораборемонтен завод БДК-101. Те пристигат в щаба на ТОФ и подават жалба за неуставни взаимоотношения от страна на трима мичмана и двама старшини на срочна служба. Според резултатите на следствието на прокуратурата на ТОФ в рамките на наказателно дела по член 286 ч.3 от НК на РФ – „надвишаване на длъжностните пълномощия с използване на насилие“ виновните (мичман Сергей Сидоренко, мичман Егор Киселев, мичман Алексей Коноплев, старшина 1 ранг Кизилов и главен корабен старшина Ахмадулин) понесят наказания, а на моряците на срочна служба е предоставен отпуск и билети за Лермонтово.
От 2004 до 2005 г. ремонт в Далзавод.
Със заповед на Главнокомандващия ВМФ, адмирала Владимир Масорин от 24.01.2006 г. на два кораба са присвоени имената „Ослябя“ (БДК-101) и „Пересвет“ (БДК-11). БДК-101 получава името си в чест на героя от Куликовската битка легендарния войн-монах Родион Ослябя. Това е направено заради съхраняването и умножаването на славните руски военноморски традиции със съдействието на Руската православна църква. БДК „Ослябя“ е третият кораб във ВМФ, носещ това име. Първият е винтовата фрегата „Ослябя“ (1858), вторият е ескадреният броненосец от 1 ранг „Ослябя“ (1903)
През ноември 2007 г. БДК „Ослябя“ взема участие в десанта на курилската гряда в рамките на стратегическото командно-щабно учение (СКЩУ) „Восток-2007“. В практическите действия вземат участие над двадесет бойни кораба, съдове на тила и шест летателни апарата. БДК провеждат стоварване на морски десант и техника на необоруданото крайбрежие, прикривано от корабната и самоходна артилерия за локализация на условно огнище на тероризъм в Приморието.
През април 2008 г. учения на морската пехота с морски десанта от БДК „Ослябя“.

### 2010-и
През юли 2010 г. на морския десантен полигон „Клерк“ на полуостров Клерк преминават тактически учения под ръководството на началника на бреговите войски на Тихоокеанския флот генерал-майора Сергей Пушкин по извършване на морски десант. В тях приемат участие морските пехотинци на Тихоокеанския и Балтийския флотове. Според легендата на ученията е изпълнено хвърляне в „тила на врага“ на над 500 морски пехотинеца със самолети от авиацията на ТОФ. Големите десантни кораби „Николай Вилков“, „Пересвет“, „Ослябя“ и БДК-98 осъществяват стоварването на техника на брега на условния противник, още три десантни катера също провеждат десантиране, отработени са стотици бойни упражнения, маневри, задействани са практически всички съединения и подразделения на Тихоокеанския флот. Подводни лодки на Приморската флотилия от разнородни сили осигуряват прикритието. За тихоокеанците тези учения стават най-мащабните за последните 20 години.
През април 2011 г. на военния полигон „Бамбурово“ в Хасанския район на Приморието преминават учения със стоварването на десант от 155 ОБРМП от големите десантни кораби „Ослябя“, БДК-98, „Николай Вилков“.
През юли 2012 г. БДК „Ослябя“ в състава на група десантни кораби взема участие в мащабните учения на Тихоокеанския флот, където осъществява морски десант в залива Анива на остров Сахалин.
- БДК „Ослябя“ в

През пролетта на 2013 г. в състава на отряд кораби на ТОФ участва в похода изпълнение на възложените задачи в районите на Тихия и Индийския океани.
Отряд кораби (ЕМ „Быстрый“, БДК „Ослябя“ и МБ „Калар“) отплава от Владивосток на 3 юни и се насочва за военно-историческия морски „Поход на паметта“ посветен на победата във Великата Отечествена война, 282-рата годишнина на Тихоокеанския флот и 200-летието от раждането на адмирал Г. И. Невелской по маршрут Невелск – Южнокурилск – Северокурилск – Вилючинск – Охотск – Корсаков – Южносахалинск. Изминавайки за 25 денонощия 4200 мили корабите на военно-историческия „Похода на паметта“ пристигат в главната база на Тихоокеанския флот във Владивосток 28 юни 2013 г.
През септември 2013 г. учения в Охотско море.
От 3 до 8 октомври 2013 г., в рамките на празниците по повод 75 годишнина на Приморския край, кораба извършва „Поход на паметта“, посещавайки портовете Олга, Преображение, Находка и Славянка. Моряците и ветерани посещават паметници и мемориали, където отдават почести към падналите в защитата на морските граници на Русия, провеждат „уроци по мъжество“ за ученици.
Големият десантен кораб „Ослябя“ преминава ремонт до 30 юни 2015 г. Съответната поръчка е публикувана в отворен вид на сайта за държавни поръчки. Ремонта е проведен в ОАО „Център за кораборемонт „Далзавод““.
- БДК „Ослябя“ в
- БДК „Ослябя“ в
- БДК „Ослябя“ в
- БДК „Ослябя“ в

През март 2018 г. кораба участва в учения по морски десант с изпълняване на артилерийски стрелби и получава морски допуск за провеждането на бойни упражнения.
На 5 юли 2018 г. в бухтата Кетовая под Владивосток големия десантен кораб „Ослябя“ засяда на плитчина. По думите на официалния представител на ТОФ Николай Воскресенски, съда не получава повреди.

## Съвременно състояние
БДК „Ослябя“ има бордови номер 066. Влиза в състава на бригада номер 100 десантни кораби на Приморската флотилия разнородни сили на Тихоокеанския флот. Ежегодно осъществява прехвърлянето на техника на 155 бригада морска пехота на Тихоокеанския флот към морския десантен полигон, с цел провеждането на отработката на поставените задачи. Влиза в кампанията. Мястото на постоянната му дислокация е Фокино. За изминалите години БДК успешно изпълнява 15 бойни служби, превозва над 35000 десантника, изминава над 112 хиляди мили. Нееднократно е признаван за най-добър кораб от 2 ранг на Тихоокеанския флот. Явява се постоянен участник във военноморските паради на кораби на ТОФ.

## Командири на кораба
- Капитан 2 ранг Виталий Дубасов
- Капитан 3 ранг Константин Тул
- Капитан-лейтенант Владимир Батршин
- Капитан 3 ранг Владимир Комолов
- Капитан 2 ранг Вадим Глущенко
- Капитан 2 ранг Игор Акулов
- Капитан 2 ранг Андрей Огнев
- Капитан 2 ранг Лев Глущенко
- Капитан 3 ранг Сергей Комолов
- Капитан 2 ранг Петрушин Константин
- Капитан 2 ранг Сергей Ейсмонт
- Капитан 2 ранг Игор Акулов
- Капитан 3 ранг Александр Немиров
- Капитан 2 ранг Асад Тавкаев
- Капитан 2 ранг Олег Николаев
- Капитан 2 ранг Игор Спирин

## Бордови номера
- от 1985 г. 090
- от 1989 г. 081
- от 1991 г. 069
- от 1994 г. 066